# Indoribates fusifer
Indoribates fusifer är en kvalsterart som först beskrevs av Berlese 1908.  Indoribates fusifer ingår i släktet Indoribates och familjen Haplozetidae. Inga underarter finns listade i Catalogue of Life.